# Gérard Vianen
Gerard Vianen (Kockengen, 9 de febrero de 1944 − 10 de diciembre de 2014) fue un ciclista neerlandés, profesional entre 1967 y 1977, cuyos mayores éxitos deportivos los logró en el Tour de Francia donde obtuvo una victoria de etapa en 1974, y en la Vuelta a España donde obtuvo un total de tres victorias de etapa a lo largo de sus participaciones.

## Palmarés
| 1965 - ̈Gran Premio François-Faber 1966 - Tour de Overijssel 1967 - Campeonato de Flandes 1970 - 1 etapa de la Vuelta a Suiza - 1 etapa de la París-Niza - 1 etapa en el Tour du Nord - 1 etapa en la Dauphiné Libéré 1971 - 1 etapa en la Vuelta a España - 1 etapa en la París-Niza - Génova-Niza - 3 etapas de la Vuelta a Portugal | 1972 - 2 etapas en la Vuelta a España - 1 etapa de la Vuelta a Andalucía 1974 - 1 etapa del Tour de Francia - Gran Premio de Antibes - 1 etapa del Tour de l'Aude - 2.º en el Campeonato de los Países Bajos en Ruta 1975 - Delta Profronde - 1 etapa de la Vuelta a los Países Bajos 1976 - 1 etapa en la Dauphiné Libéré más la clasificación por puntos |